# ریزاندامگان همزیست انسان
ریزاندامگانِ همزیست انسان یا میکروبیوم انسان (به انگلیسی: Human microbiome) به زیست‌بوم میکروبی، قارچی بدن انسان گفته می‌شود که نوعی هم‌زیستی و هم‌سُفرگی با بدن پیدا کرده‌اند و وجودشان بخشی از سازوکار طبیعی و گاه ضروری و بایسته بدن گردیده‌است. این زیست‌بوم دربرگیرنده باکتریها، قارچها و باستانیان است که به همراه تمامی ژنها و توده سلولی اشان بدون در نظر گرفتن سرده و گونه اشان در بخش‌های مختلف بدن زندگی می‌کنند

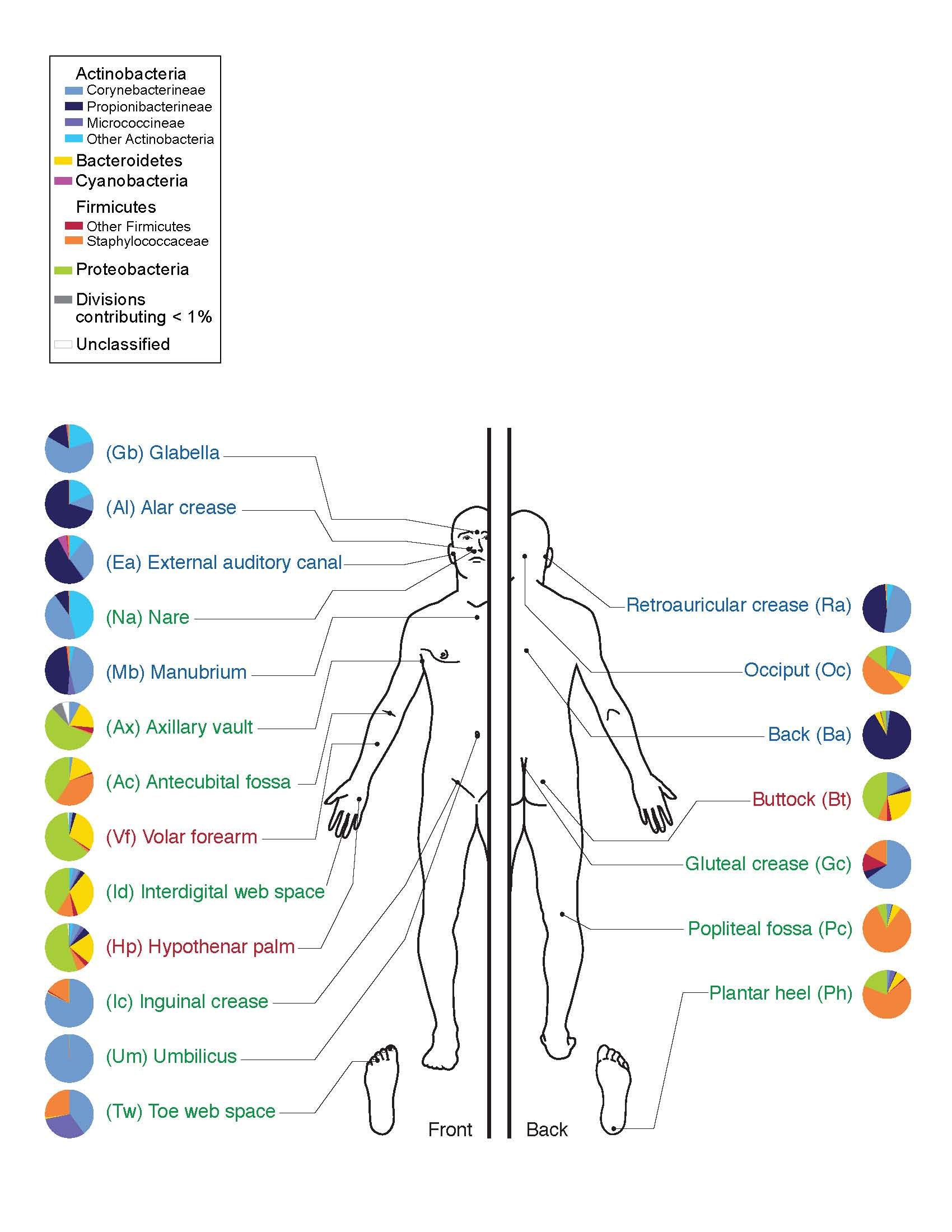
A diagram of the microbiome of the skin

## میکروبیوتا نرمال بدن
«ریزاندامگانِ هم‌زیست» در انسان اغلب بر روی پوست، مخاط‌ها و دستگاه گوارش قرار دارد و بر دو نوع است:
1. میکروبیوتا مستقر یا ساکن: شامل انواع تقریباً ثابتی از میکروارگانیسمها در محل خاص خود است که در صورت آسیب دیدن قادر به بازسازی خود می‌باشند. در بدن هر فرد جایگاه خاصی دارد و معمولاً ثابت است.
2. میکروبیوتا موقت یا گذرا: شامل میکروارگانیسمهای غیربیماری‌زا یا آن‌هایی که بالقوه بیماری‌زا هستند می‌شود که به مدت زمان کوتاهی در پوست یا مخاط جایگزین می‌شود. منشأ اینها از محیط بوده و در صورت آسیب دیدگی قادر به بازسازی کامل خود نمی‌باشند. نکته مهم اینجاست که موقت در صورت وجود ساکن نمی‌تواند بیماری‌زا باشد اما در حالت وجود پرشمارتر و رشد بیش از حد موقت نسبت به ساکن بیماری بروز می‌کند.

### فواید میکروبیوتا نرمال
وجود میکروبیوتا نرمال مانع رشد باکتریهای پاتوژن یا بیماری‌زا در بدن می‌گردد و منجر به پدیده‌ای بنام تداخل باکتریایی می‌شود. این باکتریها گاه فواید دیگری نیز دارند به عنوان مثال برخی باکتریهای روده در بدن ویتامین K می‌سازند حتی با این نظیر ممکن است برخی از باکتری‌های فلور روده به علت داشتن خاصیت‌های توکسیستی و تهاجمی به مخاط و فعال سازی کارسینوژن و ایجاد پاسخ التهابی مضر باشند. در نتیجه باکتریهای فلور نرمال نیز می‌توانند در بیمارانی که ضعف سیستم ایمنی دارند حالت تهاجمی بیابند و از محل اصلی و محدوده خود گسترش بیشتری پیدا کنند.

### باکتری برخی نواحی
پوست: ارگانیسم اصلی آن استافیلوکوک‌ها (مانند اپیدرمیدیس و اورئوس) و دیفتروئیدهای هوازی و بی هوازی (مانند گونه‌های کورینه باکتریوم و پروپیونی باکتریوم) می‌باشد. استرپتوکوک‌ها، انتروکوک‌ها، برخی باکتریهای گرم منفی، قارچها و مخمرها نیز دیده می‌شوند. خ
دستگاه تنفسی: طیف وسیعی از ارگانیسمها (اغلب هوازی) در دستگاه تنفسی، دهان، بینی و حلق ایجاد کلونی می‌نمایند. معمولاً قسمت‌های تحتانی
دستگاه تنفس و کیسه‌های هوایی باکتری ندارد. استافیلوکوک‌ها و استرپتوکوک‌ها (مانند استرپتوکوک ویریدنس و استرپتوکوک موتان) در بخش‌های ابتدایی دستگاه تنفسی و دهان مشاهده می‌شوند. استرپتوکوک ویریدانس در مدت ۴ تا ۱۲ ساعت پس از تولد، در دهان مستقر می‌گردد و تا پایان عمر، فراوان‌ترین و مهم‌ترین فلور ساکن دهان را تشکیل می‌دهد. گاه کورینه باکتریوم‌ها، دیپلوکوک‌های گرم منفی (مانند نایسریا، موراکسلا کاتارالیس)، دیفتروئیدها و گونه‌های هموفیلوس نیز موجودند.
دستگاه گوارش: به‌طور معمول در معده به دلیل اسیدی بودن محیط تعداد بسیار کمی باکتری وجود دارد. در روده باریک نیز باکتریها کم است (در نواحی انتهایی ایلئوم تعدادی یافت می‌شود). کولون (روده بزرگ) محل اصلی باکتری‌ها در بدن می‌باشد به‌طوری که ۲۰٪ مدفوع انسان حاوی باکتری‌ها می‌باشد. بیش از نود درصد فلور میکروبی روده بزرگ افراد بزرگسال سالم را باکتری‌های بی هوازی تشکیل می‌دهند که گونه‌های فوزوباکتریوم، لاکتوباسیل‌های بی هوازی، بیفیدوباکتریوم، کلستریدیوم‌ها (بخصوص کلوستریدیوم پرفرنژنس و کلوستریدیوم دیفیسل)، باکتروئیدها (نظیرباکتروئید فراژیلیس)، انترکوک‌ها (نظیر انتروکوک فکالیس) و کوکسی‌های گرم مثبت بی هوازی (گونه‌های پپتواسترپتوکوک) هستند. باکتریهای گرم منفی مانند اشریشیا کلی، پروتئوس، پسودوموناس نیز در روده موجودند. حرکات روده عامل اصلی دفع باکتریهاست لذا در هنگام اسهال، تعداد باکتری‌های مدفوع کاهش می‌یابد و بر عکس در هنگام یبوست تعداد آن‌ها افزایش می‌یابد.
دستگاه تناسلی-ادراری: مهم‌ترین ارگانیسم فلور واژن در خانم‌های بالغ حاوی باکتری تخمیرکننده‌ای بنام لاکتوباسیلوس است که با تولید اسید محیط واژن را اسیدی نگه می‌دارد و از رشد باکتری‌های عفونت زا جلوگیری می‌کند. استرپتوکوک‌ها از دیگر باکتریهای فلور دستگاه ادراری هستند.
ملتحمه: شایع‌ترین باکتری‌هایی که در ملتحمه چشم یافت می‌شوند شامل دیفتروئیدها، استافیلوکوک اپیدرمیدیس و استرپتوکوک غیرهمولیتیک، نایسریاها و باکتری‌های گرم منفی (مانند هموفیلوس) و گونه‌های موراکسلا هستند. جریان اشک، عامل کنترل‌کننده مهمی برای باکتری‌های موجود در ملتحمه چشم به‌شمار می‌رود، زیرا حاوی لیزوزیم است.

## قارچها و باستانیان
هر چند فلور غالب باکتریایی است ولی قارچهایی مانند گونه‌های کاندیدا و باستانیان مانند گونه‌های متانوژن مشاهده می‌شوند.